# Kowzany (rejon miorski)
Kowzany (biał. Каўзаны; ros. Ковзаны) – wieś na Białorusi, w obwodzie witebskim, w rejonie miorskim, w sielsowiecie Zaucie.

## Historia
W czasach zaborów wieś rządowa w powiecie dzisieńskim, w guberni wileńskiej Imperium Rosyjskiego.
W latach 1921–1945 wieś leżała w Polsce, w województwie wileńskim, w powiecie dziśnieńskim, w gminie Jazno.
Według Powszechnego Spisu Ludności z 1921 roku zamieszkiwało tu 41 osób, wszystkie były wyznania prawosławnego. Jednocześnie 15 mieszkańców zadeklarowało polską a 26 białoruską przynależność narodową. Było tu 8 budynków mieszkalnych. W 1931 w 9 domach zamieszkiwało 45 osób.
Wierni należeli do parafii prawosławnej w Ćwiecinie. Miejscowość podlegała pod Sąd Grodzki w Dziśnie i Okręgowy w Wilnie; właściwy urząd pocztowy mieścił się w Jaźnie.
W wyniku napaści ZSRR na Polskę we wrześniu 1939 miejscowość znalazła się pod okupacją sowiecką. 2 listopada została włączona do Białoruskiej SRR. Od czerwca 1941 roku pod okupacją niemiecką. W 1944 miejscowość została ponownie zajęta przez wojska sowieckie i włączona do obwodu witebskiego Białoruskiej SRR.
Do 1960 wieś wchodziła w skład sielsowietu Malinówka.
Od 1991 w składzie niepodległej Białorusi.